# Нур-Баткен
Нур-Баткен (кирг. Нур-Баткен футбол клубу) — професійний киргизський футбольний клуб з міста Баткен. Клуб був заснований у 2018 році, та грає домашні матчі на Центральному стадіоні міста Баткен. У 2022 році команда грала в найвищому дивізіоні чемпіонату Киргизстану.

## Історія
Клуб був заснований у 2018 році, та офіційно зареєстрований у міністерстві юстиції 29 квітня 2019 року. У 2019 році клуб дебютував у другому за рівнем дивізіоні киргизького футболу Національній лізі, та зайняв 4-е місце з 10 команд. У цьому ж році клуб зайнял друге місце на Кубку акіма Фергани. Після скасування сезону 2020 року через COVID-19 команда виграла Національну лігу в 2021 році, та вийшла до Топ-Ліги. Сезон 2022 року в найвищому дивізіоні команда завершила на 7-му місці. У міжсезонні було повідомлено про припинення виступів клубу в Топ-Лізі у зв'язку з фінансовим станом. У 2023 році команда знову виступає в Національній лізі Киргизстану.